# 李维 (北宋)
李維（?—?），字仲芳，洺州肥鄉縣人。北宋學者。

## 生平
宰相李沆之弟，好佛經，喜言禪，兄弟二人常於暇日「相對宴飲清言，未嘗及朝政，亦未嘗及家事」。雍熙二年进士。任翰林學士承旨兼侍读学士，與晏殊同修《真宗實錄》150卷，歷官刑部尚书，“厌书诏之劳”，要求改换武官，就任相州觀察使，當時“以詞臣求換武職，非所以勵廉節”，備受非議。
撰有《大中祥符降聖記》50卷。